# 沃苏索比尼
沃苏索比尼（法語：Vaux-sous-Aubigny，法語發音：[vo suz‿obiɲi]）是法国上马恩省的一个旧市镇，属于朗格勒区。2016年，沃苏索比尼与临近的2个市镇合并为新市镇勒蒙索若奈。

## 地理
沃苏索比尼（47°39'28"N, 5°17'16"E）面积14.71 平方千米，位于法国大東部大區上马恩省，该省份为法国东北部内陆省份，北起马恩省和默兹省，西接奥布省，西南接科多尔省，东南接上索恩省，东临孚日省。
与沃苏索比尼接壤的市镇（或旧市镇、城区）包括：瑟隆热、勒瓦勒代农、伊索姆、蒙索容、奥克塞、勒蒙索若奈、里维耶尔莱福斯。
沃苏索比尼的时区为UTC+01:00、UTC+02:00（夏令时）。

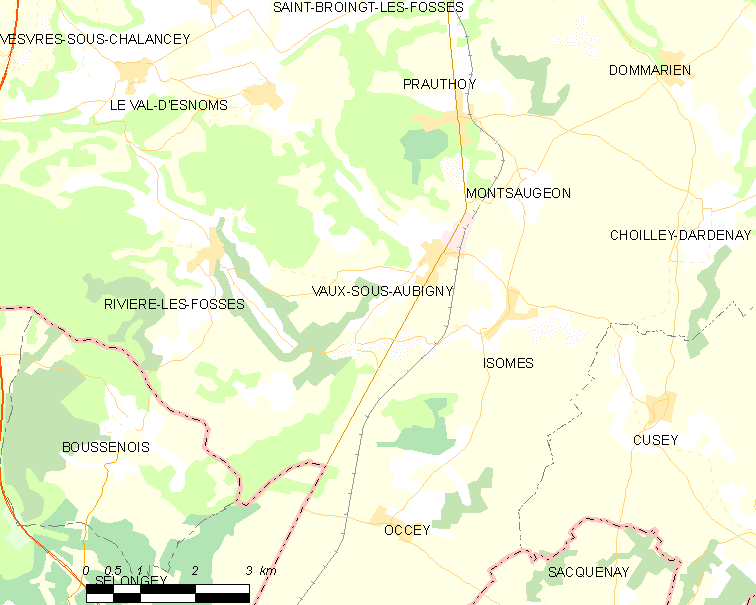
沃苏索比尼的OSM定位图

## 行政
沃苏索比尼的邮政编码为52190，INSEE市镇编码为52509。

## 政治
沃苏索比尼所属的省级选区为维勒居西安勒拉克县。

## 人口

1962-2008年间沃苏索比尼人口变化图示

沃苏索比尼于2018年1月1日时的人口数量为734人。